# Karin Himboldt
Karin Himboldt (Múnich, Alemania, 8 de febrero de 1920-Basilea, Suiza, 1 de diciembre de 2005) fue una actriz teatral y cinematográfica de nacionalidad alemana.

## Biografía
Su nombre completo era Karin Käte Lissy Himboldt, y nació en Múnich, Alemania. Criada en Copenhague, estudió actuación en Berlín, y obtuvo su primera experiencia sobre el escenario en Kiel.
Su primer papel en el cine llegó en 1940 con Falschmünzer, de Hermann Pfeiffer. Cuando el entonces afamado actor Heinz Rühmann buscaba una protagonista para su siguiente film, Quax, der Bruchpilot, descubrió una fotografía de la joven Himboldt, de 20 años de edad. Así obtuvo la actriz su papel de mayor fama, trabajando de nuevo con Rühmann tres años más tarde en Die Feuerzangenbowle, film en el cual encarnaba a Eva, la hija del director de escuela. Sin embargo, en el estreno de la película el 28 de enero de 1944 ella estaba bajo observación especial a causa de su matrimonio con un medio judío. En la secuela de Quax rodada entre 1943 y 1944, Quax in Afrika, ella repitió su personaje, aunque la protagonista femenina fue la esposa de Rühmann, Hertha Feiler. El film no se estrenó hasta el año 1953. Antes de finalizar la Segunda Guerra Mundial rodó otras dos películas, Tierarzt Dr. Vlimmen, con Hans Söhnker, y Der Scheiterhaufen, con Ewald Balser, film que quedó inacabado a causa del colapso de su país.
Tras la guerra ya no pudo repetir sus éxitos anteriores, y hubo de conformarse con papeles de reparto. Rodó su última película en 1959. En mayo de 1958 rodó el telefilm Der keusche Lebemann, actuando junto a Willy Millowitsch.
Himboldt se casó con Carl Adams, un director de la empresa farmacéutica CIBA de Basilea, Suiza, y se retiró por completo del mundo del espectáculo. Falleció en diciembre de 2005, a los 85 años de edad, en una residencia de ancianos de Basilea.

## Filmografía
- 1940 : Falschmünzer
- 1941 : Quax, der Bruchpilot
- 1942 : Der Seniorchef
- 1944 : Die Feuerzangenbowle
- 1944 : Tierarzt Dr. Vlimmen
- 1945 : Der Scheiterhaufen
- 1949 : Verführte Hände
- 1951 : Fünf Mädchen und ein Mann
- 1951 : Die Frauen des Herrn S.
- 1953 : Quax in Afrika
- 1957 : Ober, zahlen!
- 1958 : Der keusche Lebemann (TV)
- 1959 : Bezaubernde Arabella